# Abdulmalek Rigi
Abdulmalek Rigi (persky عبدالمالک ریگی‎, okolo 1979 - 20. června 2010) byl vůdce islamistické organizace Džundulláh operující na pomezí Íránu a Pákistánu. Byl zajat Íránem v roce 2010 a posléze 20. června popraven oběšením v Teheránu ve věznici Evin, necelý měsíc poté, co byl 24. května popraven jeho bratr Abdelhamín Rigi v Záhedánu.